# アンブロワーズ・ヴォラール

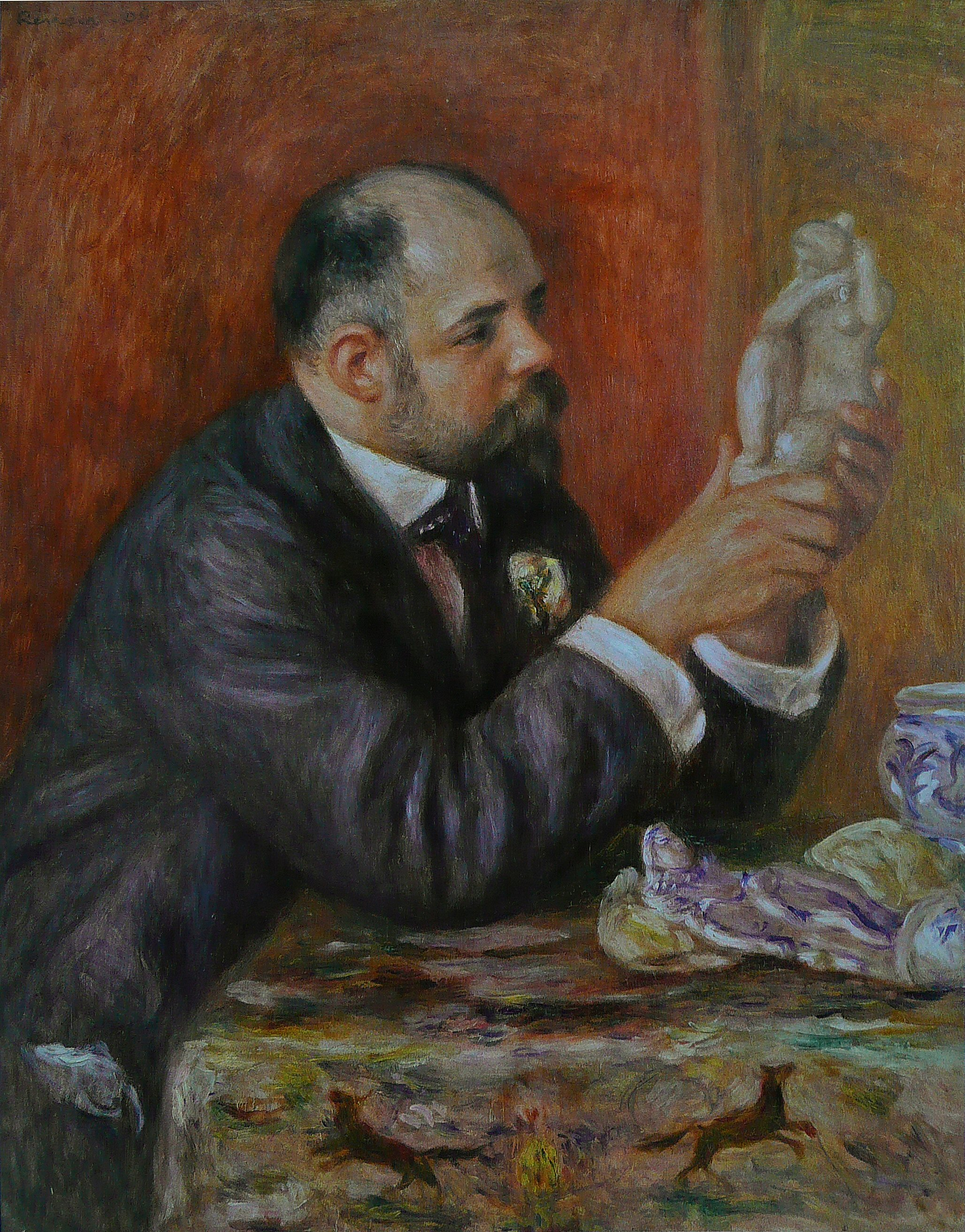
アンブロワーズ・ヴォラールの肖像、ピエール＝オーギュスト・ルノワール

アンブロワーズ・ヴォラール（Ambroise Vollard、1866年7月3日 - 1939年7月21日）は、19世紀末から20世紀初頭のフランスでもっとも重要だった美術商の一人。
有名無名の多くの美術家たち（その中には、ポール・セザンヌ、パブロ・ピカソ、ポール・ゴーギャン、フィンセント・ファン・ゴッホ、ジョルジュ・ルオー、アリスティード・マイヨールら印象派やポスト印象派の画家がいる）に対して物質的・精神的な援助を行い、個展を開いて世界に知らしめたことで特筆される存在である。また、彼は熱心な美術コレクター、美術書出版者としても知られている。

## 略歴
ヴォラールはインド洋に浮かぶフランス植民地レユニオン島サン＝ドニで生まれ育った。フランス本国に法学習学のため渡り、最初はモンペリエで、そしてパリで法学校に通い1888年に学位を得た。
その間、ヴォラールはアマチュア画商に転向し、1893年には当時パリの現代美術市場の中心地だったラフィット街（fr:Rue Laffitte）に自分の画廊を持つようになった。ここで最初にエドゥアール・マネの大きな個展を開催した後、ゴーギャンやゴッホ（1895年6月、ゴッホは1890年に没していた）といった美術家の展覧会を矢継ぎ早に開いた。美術評論家のガブリエル・ムレ（fr:Gabriel Mourey）の当時の言によれば、これは絶体絶命の綱渡りのようなことであった。
ヴォラールの外見や顔つきについてはさまざまに言及されているが（「がっかりしたような目」をした、「大きく、無愛想で、野暮なやつ」など）一方で、彼は無名な画家の作品を安く買い、有名にして高く売って財を築いた抜け目のないビジネスマンであった（その仕事のやりかたで、ドガやピカソからは嫌われていたという）。
著名な顧客には、アメリカの発明家でフィラデルフィアに印象派などの大コレクション・バーンズ・ファウンデーションを開設したアルバート・バーンズ、アメリカの砂糖王ヘンリー・オズボーン・ハヴマイヤー、作家ガートルード・スタインとその兄弟のレオ・スタインら、多くのアメリカ人富豪がいる。
また、ヴォラールはセザンヌ、ドガ、ルノワールらの回想伝記を著した。
ヴォラールは1939年7月21日、ヴェルサイユにて自動車事故で死去した。彼の集めたコレクションなどの遺産は、彼の兄弟および愛人に分割された。

## 書籍
- Rudolf Koella & Rudolf Velhagen (ed.): Renoir, Cézanne, Picasso und ihr Galerist Ambroise Vollard. Exh. Baden (CH), Museum Langmatt & Vevey (CH), Musée Jenisch, 2006 ISBN 3-89904-203-4; the essential contributions by Jonathan Pascoe Pratt, London

### 日本語訳書
- 『画商の想い出』、画家小山敬三訳、美術公論社, 1980、Kindle版2015

旧版「画商の想出」創元文庫 上下, 1953、初刊1943。
- 『ドガの想い出』、ジャンヌ・フェブル(ドガの甥)共著

東珠樹訳、東出版(Chat noir), 1976、美術公論社, 1984
- 『ルノワールは語る』 成田重郎訳、東出版(Chat noir), 1981
- 『セザンヌ』 成田重郎訳、東京堂出版、1940、創元文庫(のち東京創元社), 1953
- 『セザンヌ伝』近藤孝太郎訳、改造社、1941年

## 参考記事（英語）
- Guardian Unlimited: Portrait of the Week ガーディアン、2002年11月30日の記事
- Ambroise Vollard: Man for his Times! SohoArt mini-biography